# NGC 4511
NGC 4511 é uma galáxia espiral (Sbc) localizada na direcção da constelação de Ursa Major. Possui uma declinação de +56° 28' 16" e uma ascensão recta de 12 horas, 32 minutos e 07,9 segundos.
A galáxia NGC 4511 foi descoberta em 17 de Março de 1790 por William Herschel.